# Groene berkenbladmijt
De groene berkenbladmijt (Eriophyes leionotus) is een mijt behehorend tot de familie Eriophyidae. Hij veroorzaakt gallen op de bladeren van berken. De gallen bevinden zich langs de hoofdnerf verdeeld over de onderste helft van het blad. De haren aan de onderzijde van de gallen zijn meestal roodbruin van kleur.